# Диброва (Бурштынская городская община)
Дибро́ва (укр. Діброва) — село в Бурштынской городской общине Ивано-Франковского района Ивано-Франковской области Украины.
Население по переписи 2001 года составляло 432 человека. Занимает площадь 11,724 км². Почтовый индекс — 77072. Телефонный код — 03435.

## История
В 1946 году указом ПВС УССР село Сернки Средние переименовано в Диброву.